# Symbol (cor)
Corul Symbol este un cor românesc cu un repertoriu variat, înființat în 1990, care aduce o notă de unicitate în peisajul muzicii corale românești. Repertoriul corului este larg, cuprinzând muzică bisericească bizantină, creații corale bisericești ale compozitorilor români și străini, prelucrări de folclor românesc, muzică clasică românească și universală.
Corul este format mai ales din studenți și elevi, precum și dintr-un număr restrâns de absolvenți ai unor facultăți. Dirijorii corului sunt profesorul Jean Lupu (fondatorul corului) și Luminița Guțanu (doctor în stilistică muzicală).
Pentru a beneficia de informatii actualizate la zi despre activitatea corului, accesati pagina oficiala de Facebook Corul Symbol sau www.symbol-chorus.ro

## Istoric
Corul a fost înființat la 18 septembrie 1990 de profesorul, Jean Lupu, absolvent al Seminarului Teologic Ortodox din Craiova, care fusese 30 ani înaintea pensionării sale profesor de muzică și dirijor al corului Liceului Pedagogic din București. Întrucât corul fusese inițial conceput să fie axat pe muzică bisericească, fondarea sa a fost susținută și binecuvântată Prea Fericitului Părinte Patriarh Teoctist, patriarhul Bisericii Ortodoxe Române între 1986 și 2007.

## Activitate muzicală
Repertoriul corului Symbol este divesificat și bogat, cuprinzând nu numai muzică bisericească bizantină și piese corale bisericești a diferiți compozitori români și străini (precum a fost în starea sa incipientă), dar și numeroase prelucrări de folclor românesc, respectiv diferite piese de muzică clasică, atât românească cât și universală.
Corul a fost prezent pe numeroase scene din România, așa cum sunt Sala Palatului, Radiodifuziunea Română, Ateneul Român, Opera Națională, Palatul Cotroceni și Uniunea Compozitorilor, dar și în străinătate. În fiecare an, corul „Symbol” susține concerte în București și în alte localități ale țării, respectiv susține reprezentații, cântând la Liturghie în biserici și catedrale din București și din țară.
Ca un semn al valorii muzicale a corului, anual, Filarmonica Națională „George Enescu” include în programul său cel puțin un concert al corului „Symbol”. Corului „Symbol” i-a fost dedicată, în anul 1994, Liturghia Sfântului Ioan Gură de Aur de către compozitorul D.D. Stancu. Aceasta a fost cântată pentru prima oară la Cenaclul Uniunii Compozitorilor din România în același an.
Corul „Symbol” a fost nominalizay de două ori la rând, în 2001 și 2002, la Premiile Industriei Muzicale Românești pentru primele sale două albume, alături de nume de seamă ale muzicii clasice românești așa cum sunt Ion și Mădălin Voicu, Dan Iordăchescu și Madrigal.
Discografia formației cuprinde 12 albume în format de casetă audio sau CD audio, dar și o casetă video, „Vocile îngerilor”, înregistrată în 1992.

## Premii și turnee
Corul Symbol a acumulat premii câștigate în țară și în străinătate, la diferite evenimente muzicale, festivaluri și concursuri, respectiv în diferite turnee muzicale
- 1991 – trofeul pentru cea mai bună interpretare a muzicii bizantine la Karditsa, Grecia, la numai câteva luni de la înființare
- 1992 – festivalul „Fluviile Europei”, Paris
- 1993 – turneu de concerte la Chișinău, festivalul de la Peney-le-Jorat (Elveția) și Festivalul Internațional de la Budapesta
- 1994 – festivalul internațional „Pământul – casa noastră comună”, Rusia, la Ecaterinburg și Moscova
- 1995 – concerte în Nantes și Paris, Franța
- 1996 – Premiul I la secțiunea „Coruri de copii” și Premiul Publicului la Festivalul Internațional de Muzică de la Cantonigros, Spania
- 1998 – locul I la Festivalul concurs de la Chișinău și locul al II-lea la Festivalul de la Noyon, Franța
- 1999 – premiul al II-lea la concursul de la Bydgoszcz, Polonia
- 2000 – turneu de concerte în Belgia și Germania
- 2001 – turneu de concerte în Franța și Belgia
- 2003 – turneu de 14 concerte în 9 zile în Belgia
- 2004 – participare la Concursul Internațional de Muzică Bizantină din Gabrovo, Bulgaria și o invitație în Oslo, Norvegia, precum și participarea la Concursul Coral „Bela Bartok” din Debrecen, Ungaria
- 2005 – turneu în zona flamandă a Belgiei
- 2006 – participare de succes la Festivalul „Europeade” desfășurat în Zamora, Spania.

## Distincții, dedicații
- În noiembrie 1995 și 2000, la spectacole aniversare, atât corului „Symbol”, cât și profesorului Jean Lupu le-au fost acordate diplome din partea Uniunii Compozitorilor și Muzicologilor și Asociației Corale Naționale. Cu aceaste ocazii, Patriarhul Teoctist a conferit câte o „Gramată Patriarhală”, încununare a celor 5, respectiv 10 ani de slujire a muzicii și a lui Dumnezeu.
- La aniversarea unui deceniu de rodnică activitate în slujba artei, corului „Symbol” i-a fost dedicată cartea monografică „Prin muzică spre Dumnezeu”, sub semnătura Doinei Popa-Scurtu.